# Bathycongrus bertini
Bathycongrus bertini is een straalvinnige vissensoort uit de familie van de zeepalingen (Congridae). De wetenschappelijke naam van de soort is voor het eerst geldig gepubliceerd in 1953 door Poll.